# بي. في. أنفار
بي. في. أنفار هو شخصية أعمال وسياسي هندي، ولد في 26 مايو 1967 في Edavanna ‏ في الهند. في 2016 Kerala Legislative Assembly election ‏، انتخب Member of the 14th Kerala Legislative Assembly ‏ عن دائرة Nilambur Assembly constituency ‏ وقد انضم خلال فترته النيابية ‏ (21 مايو 2016 – ) للكتلة البرلمانية Left Democratic Front ‏.